# Liste des ministres des Affaires intérieures et des Communications
Le ministre des Affaires intérieures et des Communications (総務大臣, Sōmu Daijin) est un membre du Cabinet du Japon chargé du ministère des Affaires intérieures et des Communications. 
Le poste est actuellement occupé par Seiichiro Murakami depuis le 1er octobre 2024.

## Liste des ministres des Affaires intérieures et des Communications (depuis 2001)
| Ministre                                                                 | Ministre          | Ministre | Ministre            | Dates             | Dates             | Dates       | Premier ministre | Premier ministre |
| #                                                                        | Image             | Image    | Nom                 | Début             | Fin               | Jours       | Premier ministre | Premier ministre |
| ------------------------------------------------------------------------ | ----------------- | -------- | ------------------- | ----------------- | ----------------- | ----------- | ---------------- | ---------------- |
| 1                                                                        |                   |          | Toranosuke Katayama | 6 janvier 2001    | 22 september 2003 | 989 jours   |                  | Yoshirō Mori     |
| 1                                                                        | Junichiro Koizumi |          | Toranosuke Katayama | 6 janvier 2001    | 22 september 2003 | 989 jours   |                  |                  |
| 2                                                                        |                   |          | Tarō Asō            | 22 september 2003 | 31 octobre 2005   | 770 jours   |                  |                  |
| 3                                                                        |                   |          | Heizō Takenaka      | 31 octobre 2005   | 26 septembre 2006 | 330 jours   |                  |                  |
| 4                                                                        |                   |          | Yoshihide Suga      | 26 septembre 2006 | 27 août 2007      | 335 jours   |                  | Shinzō Abe       |
| 5                                                                        |                   |          | Hiroya Masuda       | 27 août 2007      | 24 septembre 2008 | 394 jours   |                  | Shinzō Abe       |
| 5                                                                        | Yasuo Fukuda      |          | Hiroya Masuda       | 27 août 2007      | 24 septembre 2008 | 394 jours   |                  |                  |
| 6                                                                        |                   |          | Kunio Hatoyama      | 24 septembre 2008 | 12 juin 2009      | 261 jours   |                  | Taro Aso         |
| 7                                                                        |                   |          | Tsutomu Satō        | 12 juin 2009      | 16 septembre 2009 | 96 jours    |                  | Taro Aso         |
| 8                                                                        |                   |          | Kazuhiro Haraguchi  | 16 septembre 2009 | 17 septembre 2010 | 366 jours   |                  | Yukio Hatoyama   |
| 8                                                                        | Naoto Kan         |          | Kazuhiro Haraguchi  | 16 septembre 2009 | 17 septembre 2010 | 366 jours   |                  |                  |
| 9                                                                        |                   |          | Yoshihiro Katayama  | 17 septembre 2010 | 2 septembre 2011  | 350 jours   |                  |                  |
| 10                                                                       |                   |          | Tatsuo Kawabata     | 2 septembre 2011  | 1er octobre 2012  | 395 jours   |                  | Yoshihiko Noda   |
| 11                                                                       |                   |          | Shinji Tarutoko     | 1er octobre 2012  | 26 décembre 2012  | 86 jours    |                  | Yoshihiko Noda   |
| 12                                                                       |                   |          | Yoshitaka Shindō    | 26 décembre 2012  | 3 septembre 2014  | 616 jours   |                  | Shinzō Abe       |
| 14                                                                       |                   |          | Sanae Takaichi      | 3 septembre 2014  | 3 août 2017       | 1 065 jours |                  | Shinzō Abe       |
| 15                                                                       |                   |          | Seiko Noda          | 3 août 2017       | 2 octobre 2018    | 425 jours   |                  | Shinzō Abe       |
| 16                                                                       |                   |          | Masatoshi Ishida    | 2 octobre 2018    | 11 septembre 2019 | 344 jours   |                  | Shinzō Abe       |
| 17                                                                       |                   |          | Sanae Takaichi      | 11 septembre 2019 | 16 septembre 2020 | 371 jours   |                  | Shinzō Abe       |
| 18                                                                       |                   |          | Ryōta Takeda        | 16 septembre 2020 | 4 octobre 2021    | 383 jours   |                  | Yoshihide Suga   |
| 19                                                                       |                   |          | Yasushi Kaneko      | 4 octobre 2021    | 10 août 2022      | 310 jours   |                  | Fumio Kishida    |
| 20                                                                       |                   |          | Minoru Terada       | 10 août 2022      | 20 novembre 2022  | 467 jours   |                  | Fumio Kishida    |
| 21                                                                       |                   |          | Takeaki Matsumoto   | 21 novembre 2022  | 13 septembre 2023 | 296 jours   |                  | Fumio Kishida    |
| 22                                                                       |                   |          | Junji Suzuki        | 13 septembre 2023 | 14 décembre 2023  | 92 jours    |                  | Fumio Kishida    |
| 23                                                                       |                   |          | Takeaki Matsumoto   | 14 décembre 2023  | 1er octobre 2024  | 292 jours   |                  | Fumio Kishida    |
| 24                                                                       |                   |          | Seiichiro Murakami  | 1er octobre 2024  | En cours          | 240 jours   |                  | Shigeru Ishiba   |
| Reference: http://www.soumu.go.jp/menu_sosiki/annai/soshiki/rekidai.html |                   |          |                     |                   |                   |             |                  |                  |

## Source de la traduction
- (en) Cet article est partiellement ou en totalité issu de l’article de Wikipédia en anglais intitulé « Minister for Internal Affairs and Communications » (voir la liste des auteurs).